# 金子雅紀
金子 雅紀（かねこ まさき、1992年3月27日 - ）は、日本の競泳選手。種目は、背泳ぎ。埼玉県川越市出身。イトマン東進に所属していた。筑波大学大学院を修了。

## 来歴
川越市立泉小学校卒業、川越市立富士見中学校卒業、細田学園高等学校卒業、筑波大学体育専門学群卒業、筑波大学大学院人間総合科学研究科体育学専攻博士前期課程修了。0歳児からベビースイミングを始める。本格的に水泳に向き合い始めたのは中学2年。その後、高校3年のときインターハイ100m背泳ぎで7位に入り、筑波大学へ推薦入学。2013年に日本水泳連盟強化選手に選ばれた。2016年リオデジャネイロオリンピック出場。2022年7月、東京都選手権をもって現役引退した。

## 直近の成績
2016年4月4日（月） - 10日（日）
会場　東京辰巳国際水泳場
結果
- 100M背泳ぎ決勝  6位  タイム 54.57
- 200M背泳ぎ決勝  2位  タイム  1.56.52   
派遣標準記録突破 リオ五輪代表内定。
- 200m背泳ぎで、初のリオ五輪代表に内定。

派遣標準記録を0.27秒上回り、8月にブラジルのリオデジャネイロで開催されるオリンピックの日本代表入りを決めた。
「今大会は調子が悪かったが、周りの応援のおかげで最後にいいレースができた。リオでは入江さんと一緒にメダルを目指したい」と高い目標を掲げた。

## 主な成績
KONAMI OPEN 2016
期間　2016年2月20日（土） -  21日（日）
会場　東京辰巳国際水泳場
結果
- 50M背泳ぎ決勝 3位 タイム  25.52
- 100M 背泳ぎ決勝 2位 タイム  54.07
- 200M  背泳ぎ決勝  2位 タイム  1.57.37
2種目で、下半期シーズンベストを記録。
100M、200M背泳ぎで下半期シーズンのベストタイムを記録。順調な仕上がりを確認できる試合となった。

2016 Super Series
期間　2016年2月5日（金） - 6日（土）
開催地　パース（オーストラリア）
結果
- 100M背泳ぎ3位  タイム 54.19
- 200M 背泳ぎ 3位  タイム  1.57.57
- 200M メドレーリレー  優勝 1.37.77 日本新記録  200mメドレーリレーで日本新記録を更新。
中国、オーストラリアのトップ選手も出場した本大会は、オリンピックへ向けたシミュレーションができた試合となった。
200Mメドレーリレーでの日本新記録の更新はモチベーションアップにつながった。

東京都新春水泳競技会 (短水路)
期間　2016年1月16日（土） - 17日（日）
開催地　東京辰巳国際水泳場
結果
- 100M 背泳ぎ タイム  50.17  自己ベスト!  200M  背泳ぎ タイム  1.48.25  日本新記録!!
- 400M  個人メドレータイム  4.05.85  自己ベスト!  200m背泳ぎで1分48秒25の短水路日本新記録を樹立！   
リオデジャネイロ五輪を目指すトップスイマーが出場し、注目を集めた東京都新春水泳競技会にて、3種目すべてで自己ベストを更新した。
年越しで行った高所トレーニングの成果が確認でき、4月のオリンピック選考会に向け、順調に強化が進んでいる。
FINA 競泳 ワールドカップ2013 東京大会  200m 背泳ぎ 1.49.76 優勝  200m バタフライ 1.52.89 5位  第55回 日本選手権（25m）水泳競技大会  200m 背泳ぎ 1.48.84 優勝 日本新  100m 背泳ぎ 50.28 優勝  100m バタフライ 51.51 4位

第90回 日本選手権水泳競技大会
100m 背泳ぎ 54.38 5位
200m 背泳ぎ 1.58.05 5位
第91回 日本選手権水泳競技大会
100m 背泳ぎ 53.56 2位
200m 背泳ぎ 1.56.70 2位